# 唐进贤
唐进贤（Geoge Watt Gibb，1869年—1940年）内地会传教士。
唐进贤出生于1869年。父亲Alexander John Gibb（1822年5月6日出生于苏格兰阿伯丁郡Premnay）当时47岁，母亲Isabella Gibb （本姓 Simpson，约1835年出生于阿伯丁郡Chapel）约34岁。他有10个兄弟姐妹。
唐进贤于1894年受内地会差遣，前往中国传教，驻安徽徽州府府城（歙县），1900年，在府城小北街总堂开办崇一学堂。1906-1908年，陶行知在崇一学堂就读。

1897年，28岁的唐进贤与1892年来华的29岁的女传教士 Margaret Anne Emslie（1868年4月5日出生于苏格兰阿伯丁郡 Broomhill, Tarland and Migvie, Aberdeen）结婚。他们有5个子女， Gertrude May Jones、Edward Douglas Gibb 和其他三名子女。
根据1935年统计，唐进贤牧师正在担任内地会中国议会总理，驻上海新闸路1531号中国内地会总部大楼。
1937年，68岁的唐进贤与学者 Eleanor Grace  Kendon (1881年出生于Mile End) 结婚。1940年，唐进贤在上海去世，享年71岁。